# Yıldıztepe, Gümüşova
Yıldıztepe là một xã thuộc huyện Gümüşova, tỉnh Düzce, Thổ Nhĩ Kỳ. Dân số thời điểm năm 2010 là 577 người.